# J.League Cup 2012
Der J.League Cup 2012, offiziell aufgrund eines Sponsorenvertrages mit dem Gebäckhersteller Yamazaki Nabisco nach einer Marke desselben 2012 J.League Yamazaki Nabisco Cup genannt, war die 20. Ausgabe des J.League Cup, des höchsten Fußball-Ligapokal-Wettbewerbs in Japan.

## Spieler
| Verein              | Spieler |
| ------------------- | --- |
| Consadole Sapporo   | Takahiro Takagi (3/0), Takuma Hidaka (6/0), Jade North (2/0), Ryūji Kawai (1/0), Masaki Yamamoto (2/0), Shunsuke Iwanuma (2/0), Jumpei Takaki (1/0), Makoto Sunakawa (2/0), Hiroki Miyazawa (3/0), Shunsuke Maeda (2/1), Yoshihiro Uchimura (2/0), Hiroyuki Furuta (1/0), Lee Ho-seung (1/0), Yasuaki Okamoto (4/1), Hironobu Haga (2/0), Quirino (4/0), Yōsuke Mikami (4/0), Hideo Ōshima (5/1), Kazuki Kushibiki (6/0), Shin’ya Uehara (2/0), Takuma Arano (4/0), Tatsuki Nara (3/0), Tetsu Sugiyama (2/0), Takayuki Mae (6/0), Yūsuke Kondō (6/0), Shōta Sakaki (5/3), Kazunari Okayama (2/0), Takaya Osanai (1/0)                       |
| Vegalta Sendai      | Shigeru Sakurai (1/0), Jirō Kamata (5/0), Kōdai Watanabe (7/1), Makoto Kakuda (6/1), Hiroaki Okuno (4/0), Toshihiro Matsushita (7/1), Takayuki Nakahara (5/2), Ryang Yong-gi (5/1), Kunimitsu Sekiguchi (3/0), Atsushi Yanagisawa (4/0), Yoshiaki Ōta (7/1), Takuto Hayashi (7/0), Shingo Tomita (5/0), Wilson (8/3), Yūki Mutō (7/1), Toshihiko Uchiyama (4/0), Naoya Tamura (6/1), Shingo Akamine (5/1), Naoki Sugai (6/0), Park Ju-sung (6/0), Keisuke Harada (2/0), Taikai Uemoto (2/0) |
| Kashima Antlers     | Akihiro Satō (2/0), Daiki Iwamasa (7/1), Kazuya Yamamura (5/0), Alex (2/0), Kōji Nakata (2/0), Tōru Araiba (10/0), Juninho (8/2), Yūya Ōsako (9/7), Masashi Motoyama (6/0), Dutra (9/2), Shinzō Kōroki (8/3), Chikashi Masuda (8/0), Takeshi Aoki (9/0), Takuya Honda (4/0), Ryūta Sasaki (2/0), Hideya Okamoto (3/1), Gaku Shibasaki (9/3), Hitoshi Sogahata (9/0), Daigo Nishi (10/0), Gen Shōji (5/0), Yasushi Endō (10/2), Takahide Umebachi (3/0), Shōma Doi (2/0), Renato (4/1), Mitsuo Ogasawara (7/0) |
| Urawa Reds          | Norihiro Yamagishi (3/0), Keisuke Tsuboi (1/0), Tomoya Ugajin (4/2), Spiranovic (2/0), Shunki Takahashi (5/1), Nobuhisa Yamada (5/0), Tsukasa Umesaki (1/0), Yōsuke Kashiwagi (6/1), Marcio Richardes (2/1), Tatsuya Tanaka (2/0), Kōji Noda (4/1), Keita Suzuki (2/0), Tadaaki Hirakawa (1/0), Popo (3/0), Mitsuru Nagata (5/1), Nobuhiro Katō (3/0), Tomoaki Makino (4/0), Despotovic (4/1), Yūki Abe (4/0), Genki Haraguchi (4/0), Mizuki Hamada (6/0), Shūto Kojima (6/1), Takuya Okamoto (1/0), Shin’ya Yajima (5/2), Naoki Yamada (1/0)                                                                                               |
| Omiya Ardija        | Takashi Kitano (2/0), Kōsuke Kikuchi (4/0), Yūki Fukaya (4/0), Carlinhos (5/1), Takuya Aoki (4/1), Kōta Ueda (4/0), Keigo Higashi (3/0), Cho Young-cheol (6/0), Rafael (4/0), Daigō Watanabe (5/1), Shūsuke Tsubouchi (1/0), Jun Kanakubo (6/0), Hayato Hashimoto (3/0), Kim Young-gwon (3/1), Kōji Ezumi (3/0), Takumi Shimohira (3/0), Shin Kanazawa (2/0), Norio Suzuki (3/0), Kazuhiro Murakami (1/0), Masahiko Ichikawa (2/0), Shintarō Shimizu (3/2), Daisuke Watabe (3/0), Keiki Shimizu (1/0), Yū Hasegawa (5/1), Yōsuke Kataoka (4/0)                                                                                              |
| Kashiwa Reysol      | Naoya Kondō (4/0), Tatsuya Masushima (4/0), Daisuke Nasu (3/0), Hidekazu Ōtani (4/0), Masakatsu Sawa (3/0), Leandro Domingues (3/4), Neto Baiano (2/1), Jorge Wagner (3/1), An Yong-hak (1/0), Jun’ya Tanaka (3/0), Masato Kudō (4/2), Akimi Barada (4/1), Takanori Sugeno (4/0), Wataru Hashimoto (4/0), Hirofumi Watanabe (1/0), Masato Fujita (3/0), Ryōichi Kurisawa (3/0), Kōki Mizuno (2/0) |
| FC Tokyo            | Hitoshi Shiota (4/0), Yūhei Tokunaga (2/0), Masato Morishige (4/0), Hideto Takahashi (2/0), Ken’ichi Kaga (2/0), Takuji Yonemoto (4/0), Ariajasuru Hasegawa (4/0), Edmilson (3/0), Yōhei Kajiyama (3/1), Kazuma Watanabe (3/2), Sōta Hirayama (1/0), Hokuto Nakamura (2/0), Yūichi Maruyama (2/0), Naohiro Ishikawa (4/2), Naotake Hanyū (1/0), Sōtan Tanabe (2/0), Nemanja Vucicevic (2/0), Kenta Mukuhara (4/0), Hirotaka Mita (1/0), Tatsuya Yazawa (2/0), Lucas (4/1) |
| Kawasaki Frontale   | Rikihiro Sugiyama (1/0), Hiroki Itō (3/0), Yūsuke Tanaka (6/0), Yūsuke Igawa (2/0), Jeci (3/1), Yūsuke Tasaka (6/1), Takanobu Komiyama (2/0), Takurō Yajima (6/1), Renato (6/1), Yū Kobayashi (6/2), Kōji Yamase (2/0), Kengo Nakamura (2/0), Yūki Sanetō (4/0), Jumpei Kusukami (4/1), Rui Komatsu (2/0), Kōsei Shibasaki (5/0), Jun’ichi Inamoto (3/0), Yōhei Nishibe (3/0), Kyōhei Noborizato (4/0), Yūdai Tanaka (2/0), Rene Santos (3/0), Shunsuke Andō (2/0), Ryōta Ōshima (3/0), Shun Morishita (4/0) |
| Yokohama F. Marinos | Yūzō Kurihara (3/0), Dutra (1/0), Shōhei Ogura (2/0), Shingō Hyōdō (5/1), Kōsuke Nakamachi (3/0), Masashi Ōguro (3/1), Yūji Ono (6/1), Manabu Saitō (5/2), Yūzō Kobayashi (4/0), Kenta Kanō (4/0), Yūsuke Higa (4/0), Rei Matsumoto (4/0), Marquinhos (2/0), Kentarō Moriya (2/0), Hiroki Iikura (5/0), Yūji Nakazawa (3/0), Shō Matsumoto (3/1), Takashi Kanai (3/1), Shunsuke Nakamura (3/0), Naoaki Aoyama (4/0), Seitarō Tomisawa (5/0), Andrew Kumagai (4/0), Hiroyuki Taniguchi (3/0), Yūji Rokutan (1/0), Takuya Kida (2/0) |
| Albirex Niigata     | Takaya Kurokawa (1/0), Kentarō Ōi (4/0), Daisuke Suzuki (4/1), Naoki Ishikawa (5/0), Yūta Mikado (5/0), Seiya Fujita (2/0), Fumiya Kogure (3/1), Kishō Yano (4/0), Michael (2/0), Bruno Lopes (5/0), Shōki Hirai (6/2), Isao Homma (2/0), Kim Young-keun (2/0), Jun Uchida (1/0), Alan Mineiro (3/1), Kim Jin-su (4/0), Masaaki Higashiguchi (4/0), Atomu Tanaka (4/0), Yūsuke Murakami (6/0), Kenji Koyano (4/0), Musashi Suzuki (4/1), Noriyoshi Sakai (1/0), Hideaki Ozawa (1/0), Yoshiyuki Kobayashi (3/0), Naoya Kikuchi (4/0) |
| Shimizu S-Pulse     | Kaito Yamamoto (9/0), Taisuke Muramatsu (8/0), Yasuhiro Hiraoka (10/1), Calvin Jong-a-Pin (11/0), Keisuke Iwashita (2/0), Kōta Sugiyama (7/1), Alex (3/2), Takuma Edamura (2/0), Jymmy Franca (5/1), Daigo Kobayashi (7/2), Genki Ōmae (10/5), Toshiyuki Takagi (8/2), Shō Itō (5/1), Shinji Tsujio (1/0), Kōhei Hattanda (4/0), Yōsuke Kawai (10/1), Naohiro Takahara (2/0), Akito Tachibana (1/0), Ryōhei Shirasaki (7/1), Makoto Shibahara (1/0), Tomoya Inukai (1/0), Atomu Nabeta (4/0), Yutaka Yoshida (8/0), Kang Song-ho (4/0), Akihiro Hayashi (2/0), Hideki Ishige (9/1), Lee Ki-je (6/1), Yūji Senuma (2/1), Kim Hyun-sung (3/0) |
| Júbilo Iwata        | Mitsuru Chiyotanda (3/1), Yūichi Komano (4/0), Rodrigo Souto (4/0), Yūki Kobayashi (3/0), Baek Sung-dong (3/0), Ryōhei Yamazaki (3/1), Hiroki Yamada (6/3), Takuya Matsuura (5/2), Tomohiko Miyazaki (4/0), Yūki Oshitani (5/0), Minoru Suganuma (2/0), Jō Kanazawa (3/0), Ryōichi Maeda (4/2), Shūto Yamamoto (3/0), Naoki Hatta (4/0), Shun'ya Suganuma (6/0), Kōsuke Yamamoto (6/0), Nagisa Sakurauchi (1/0), Ryōsuke Matsuoka (2/1), Yoshirō Abe (3/0), Akihiko Takeshige (2/0), Yoshiaki Fujita (3/0), Hwang Song-su (1/0) |
| Nagoya Grampus      | Seigō Narazaki (1/0), Marcus Tulio Tanaka (2/1), Takahiro Masukawa (2/0), Shōhei Abe (2/0), Jungo Fujimoto (2/2), Yoshizumi Ogawa (2/0), Keiji Yoshimura (2/0), Yūki Maki (1/0), Danilson (2/0), Daniel (2/0), Yōsuke Ishibitsu (2/0), Mū Kanazaki (1/0), Taishi Taguchi (2/0), Hayuma Tanaka (1/0), Makito Yoshida (1/1), Teruki Tanaka (2/0), Yoshinari Takagi (1/0) |
| Gamba Osaka         | Yōsuke Fujigaya (1/0), Kim Jung-ya (2/0), Hiroki Fujiharu (2/0), Daiki Niwa (1/1), Yasuhito Endō (2/0), Hayato Sasaki (2/0), Leandro (2/0), Paulinho (1/0), Shū Kurata (2/0), Yasuyuki Konno (2/0), Tomokazu Myōjin (2/0), Akihiro Satō (2/1), Akira Kaji (1/0), Yōhei Takeda (1/0), Takuya Takei (2/0), Hiroyuki Abe (1/0), Eduardo (1/0), Akihiro Ienaga (1/0) |
| Cerezo Osaka        | Ken’ya Matsui (3/0), Takahiro Ōgihara (3/1), Teruyuki Moniwa (8/0), Kōta Fujimoto (8/2), Tetsuya Funatsu (3/0), Hotaru Yamaguchi (6/0), Kim Bo-kyung (3/2), Simplicio (1/0), Hiroshi Kiyotake (3/1), Kempes (5/1), Branquinho (7/3), Ryūji Bando (4/1), Yōichirō Kakitani (7/5), Yūsuke Maruhashi (6/0), Takamitsu Yoshino (4/0), Noriyuki Sakemoto (7/0), Tomonobu Yokoyama (4/0), Ryō Nagai (5/0), Daisuke Takahashi (3/0), Kim Jin-hyeon (5/0), Kim Song-gi (1/0), Masato Kurogi (4/0), Kazuya Murata (7/0) |
| Vissel Kobe         | Yūki Uekusa (1/0), Gakuto Kondō (1/0), Takahito Sōma (5/0), Kunie Kitamoto (3/0), Hiroyuki Kōmoto (2/2), Park Kang-jo (5/0), Takuya Nozawa (4/0), Ken Tokura (4/0), Yoshito Ōkubo (3/2), Yūzō Tashiro (1/0), Keijirō Ogawa (6/0), Ryōta Morioka (5/1), Tsubasa Ōya (4/0), Takayuki Yoshida (2/0), Hideo Tanaka (5/0), Masahiko Inoha (1/0), Bae Chun-suk (1/0), Hiroto Mogi (2/0), Kazumichi Takagi (6/0), Lee Kwang-seon (2/0), Masatoshi Mihara (4/0), Ryō Okui (4/0), Hideo Hashimoto (3/0), Jun Kamita (2/0), Keisuke Hayashi (3/0), Kenta Tokushige (3/0), Ryō Matsumura (1/1)                                                         |
| Sanfrecce Hiroshima | Shūsaku Nishikawa (4/0), Hwang Seok-ho (4/0), Hiroki Mizumoto (6/0), Kazuhiko Chiba (6/0), Toshihiro Aoyama (4/0), Kōji Morisaki (5/2), Kazuyuki Morisaki (2/0), Naoki Ishihara (5/2), Hisato Satō (6/3), Takuya Masuda (2/0), Mikic (1/0), Yōjirō Takahagi (5/0), Ryūichi Hirashige (2/0), Hironori Ishikawa (6/0), Tsubasa Yokotake (2/0), Kōta Sameshima (2/0), Ryōta Moriwaki (4/0), Jun’ya Ōsaki (3/0), Sena Inami (1/0), Kōhei Shimizu (5/1), Takuya Marutani (1/0), Gakuto Notsuda (2/0), Kōji Nakajima (5/0) |
| Sagan Tosu          | Taku Akahoshi (5/0), Keita Isozaki (4/0), Teruaki Kobayashi (2/0), Kim Kun-hwan (5/0), Tomotaka Okamoto (4/0), Kōta Mizunuma (4/2), Tozin (5/0), Kim Min-woo (4/0), Yōhei Toyoda (2/1), Tatsurō Okuda (2/0), Yūsuke Inuzuka (5/2), Naoyuki Fujita (4/0), Ryūhei Niwa (1/0), Takahiro Kuniyoshi (6/0), Ryūnosuke Noda (5/1), Shōhei Okada (3/1), Yeo Sung-hye (5/0), Kei Ikeda (1/0), Sō Morita (1/0), Kyōhei Kuroki (2/0), Ryōta Hayasaka (3/1), Tatsuya Sakai (4/0), Kōki Kiyotake (1/0), Yoshiki Takahashi (1/0), Kōhei Kuroki (3/0) |

## Ergebnisse

### Gruppenphase

#### Gruppe A
| Pl. | Verein              | Sp. | S | U | N | Tore    | Diff. | Punkte |
| --- | ------------------- | --- | - | - | - | ------- | ----- | ------ |
| 1.  | Cerezo Osaka        | 6   | 4 | 0 | 2 | 015:700 | +8    | 12     |
| 2.  | Vegalta Sendai      | 6   | 4 | 0 | 2 | 011:500 | +6    | 12     |
| 3.  | Júbilo Iwata        | 6   | 4 | 0 | 2 | 010:110 | −1    | 12     |
| 4.  | Urawa Reds          | 6   | 3 | 0 | 3 | 012:100 | +2    | 09     |
| 5.  | Sagan Tosu          | 6   | 3 | 0 | 3 | 008:160 | −8    | 09     |
| 6.  | Sanfrecce Hiroshima | 6   | 1 | 1 | 4 | 008:110 | −3    | 04     |
| 7.  | Kawasaki Frontale   | 6   | 1 | 1 | 4 | 007:110 | −4    | 04     |

#### Gruppe B
| Pl. | Verein              | Sp. | S | U | N | Tore    | Diff. | Punkte |
| --- | ------------------- | --- | - | - | - | ------- | ----- | ------ |
| 1.  | Shimizu S-Pulse     | 6   | 5 | 0 | 1 | 012:400 | +8    | 15     |
| 2.  | Kashima Antlers     | 6   | 5 | 0 | 1 | 010:500 | +5    | 15     |
| 3.  | Albirex Niigata     | 6   | 3 | 1 | 2 | 006:500 | +1    | 10     |
| 4.  | Yokohama F. Marinos | 6   | 1 | 2 | 3 | 007:900 | −2    | 05     |
| 5.  | Omiya Ardija        | 6   | 1 | 2 | 3 | 007:100 | −3    | 05     |
| 6.  | Consadole Sapporo   | 6   | 1 | 2 | 3 | 006:110 | −5    | 05     |
| 7.  | Vissel Kobe         | 6   | 1 | 1 | 4 | 006:100 | −4    | 04     |

### Finalrunde

#### Viertelfinale
|                | Gesamt |                 | Hinspiel | Rückspiel |
| -------------- | ------ | --------------- | -------- | --------- |
| Nagoya Grampus | 4:4    | Shimizu S-Pulse | 1:0      | 3:4       |
| FC Tokyo       | 4:2    | Vegalta Sendai  | 2:2      | 2:0       |
| Kashiwa Reysol | 5:2    | Gamba Osaka     | 3:1      | 2:1       |
| Cerezo Osaka   | 1:5    | Kashima Antlers | 1:2      | 0:3       |

#### Halbfinale
|                 | Gesamt |                 | Hinspiel | Rückspiel |
| --------------- | ------ | --------------- | -------- | --------- |
| Shimizu S-Pulse | 4:2    | FC Tokyo        | 1:2      | 3:0       |
| Kashiwa Reysol  | 4:5    | Kashima Antlers | 2:3      | 2:2       |

#### Finale
|                 | Ergebnis |                 |
| --------------- | -------- | --------------- |
| Shimizu S-Pulse | 1:2      | Kashima Antlers |